# Bas Dost
Bas Dost (Deventer, 31 maggio 1989) è un calciatore olandese, di ruolo attaccante, svincolato.

## Caratteristiche tecniche
Centravanti puro e longilineo, forte di testa, abile negli inserimenti e in gol da opportunista, si distingue inoltre per la freddezza nei pressi della porta avversaria essendo un abile finalizzatore.

## Carriera

### Club

#### Inizi ed Emmen
Comincia la carriera calcistica nelle file del Germanicus, club di Coevorden. Dopo alcune stagioni viene notato dagli scout dell'Emmen entrando nel loro settore giovanile. Dost mostra tutto il suo potenziale all'Emmen e il club gli offre un contratto prima della stagione 2007-08, durante la quale gioca con la prima squadra. All'inizio della stagione parte dalla panchina ma poi si conquista il posto da titolare, segna il suo primo gol l'8 febbraio 2008 nella partita contro il Fortuna Sittard e nella stessa stagione mette a segno una tripletta nel derby contro il Veendam vinto per 3-2.

#### Heracles Almelo
Dost si trasferisce all'Heracles Almelo nell'estate del 2008 per circa 300.000 euro, rimane all'Heracles due stagioni e viene considerato uno dei più grandi talenti dell'Eredivisie. Il 4 febbraio 2010 su consiglio del suo agente Srinjoy von Chakravarty's firma per l'Heerenveen, dopo che Ajax e Twente si erano interessati a lui.

#### Heerenveen
Il 18 maggio 2010 passa definitivamente all'Heerenveen per circa 2,5 milioni di euro, firmando un contratto quinquennale. Dost inizia la sua stagione con una rete in casa dell'Ajax il 14 agosto: non serve a nulla perché quella partita terminerà 5-1 per i padroni di casa. Il 28 agosto successivo, segna in casa del Feyenoord su calcio di rigore. L'11 settembre, nella vittoria casalinga dell'Heerenveen per 3-0 segna il primo goal e una settimana dopo va ancora in rete contro il VVV-Venlo. Il 22 ottobre va in goal nel 4-1 della sua squadra contro l'Utrecht e una settimana dopo segna una tripletta nella partita contro l'ADO Den Haag, di cui 2 su rigore. Il 2 dicembre sigla una rete all'AZ Alkmaar. Una settimana dopo, in casa dell'Excelsior, va a segno per ben cinque volte e regala da solo i 3 punti all'Heerenveen con un netto 5-0. Il 21 gennaio 2012 apre la nuova stagione con 2 reti in casa del De Graafschap. Una settimana dopo va ancora in goal contro l'Utrecht. Il 3 febbraio sigla una doppietta nella partita contro il Roda JC, partita poi vinta per 4-3 dall'Heerenveen. Il 14 aprile segna un'altra tripletta nel 2-4 al NEC Nijmegen. Conclude la stagione 2011-2012 da capocannoniere dell'Eredivisie realizzando 32 gol e diventando uno dei marcatori più prolifici d'Europa.

#### Wolfsburg
Il 1º giugno 2012 viene ufficializzato il suo passaggio dall'Heerenveen al Wolfsburg per 7 milioni di euro firmando un contratto fino al giugno 2017. Nelle prime due stagioni in Germania non riesce a giocare con continuità, realizzando rispettivamente 8 e 4 reti nelle prime due stagioni in Bassa Sassonia. Il 30 gennaio 2015 realizza una doppietta nella partita vinta per 4-1 dal Wolfsburg contro il Bayern Monaco, ponendo fine all'imbattibilità dei bavaresi in campionato. Il 14 febbraio è nuovamente protagonista, con un poker di reti nel pirotecnico 4-5 della formazione biancoverde contro il Bayer Leverkusen. 5 giorni dopo, in Europa League, realizza una doppietta contro i portoghesi dello Sporting Lisbona. Il 22 febbraio seguente Dost firma una doppietta, decidendo l'incontro di campionato sull'Hertha Berlino (2-1). Il suo periodo d'oro prosegue anche a marzo, quando sigla due reti nel rocambolesco 3-5 inflitto ai danni del Werder Brema, mettendo a segno 14 gol nelle ultime 9 partite giocate. L'annata seguente, complice un infortunio, non rende al massimo del suo potenziale andando comunque in doppia cifra a fine stagione.

#### Sporting Lisbona
Il 28 agosto 2016 si trasferisce allo Sporting Lisbona per circa 12 milioni di euro, firmando un contratto contenente una clausola rescissoria pari a 60 milioni di euro. Nella sua prima stagione realizza 34 gol in 31 presenze arrivando secondo nella classifica per la Scarpa d'oro alle spalle di Lionel Messi. Il 3 dicembre 2018 gioca la sua partita numero 100 con la maglia del club portoghese, segnando anche il gol del momentaneo 2-1 (3-1 il finale) nella vittoria esterna di campionato contro il Rio Ave. Il 25 maggio 2019 conquista la Coppa di Portogallo, in finale col Porto;
questo è il suo terzo trofeo vinto in Portogallo dopo le due Taça da Liga. Colleziona globalmente in tre anni con il club portoghese, 127 incontri segnando 93 reti.

#### Eintracht Francoforte e Club Bruges
Il 26 agosto 2019 si trasferisce ufficialmente all'Eintracht Francoforte per 6 milioni di euro - più 2 di bonus - facendo così ritorno in Bundesliga dopo tre anni.
Il 24 dicembre 2020 lascia il club tedesco dopo 43 presenze e 15 reti in totale, trasferendosi per 4 milioni di euro ai belgi del Club Bruges, club con il quale firma un contratto di 18 mesi.

### Nazionale

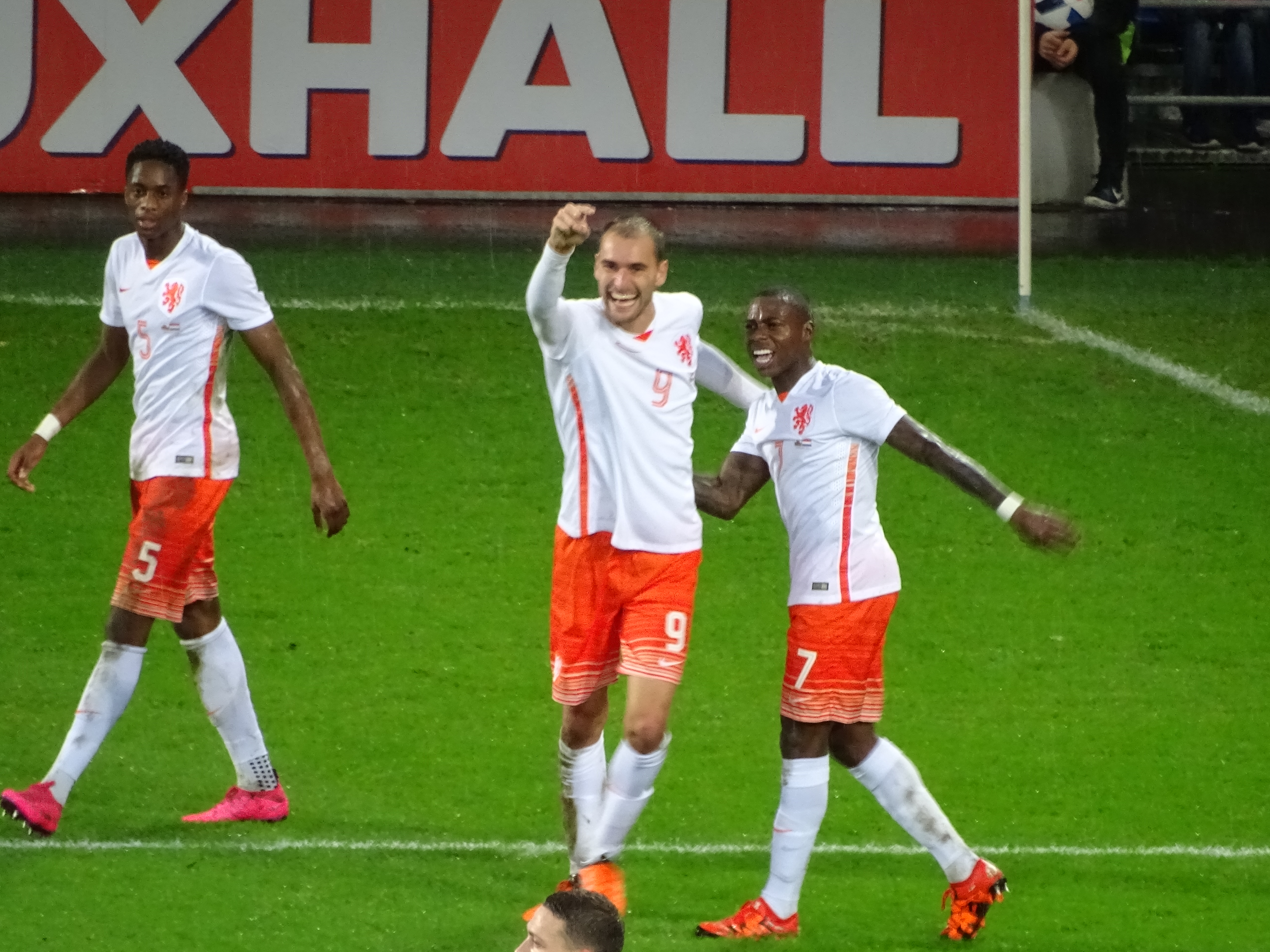
Dost con gli Orange nel novembre 2015 mentre esulta dopo una rete.

Dopo aver giocato per le nazionali giovanili (under 20-21), viene convocato per la prima volta in nazionale maggiore il 15 agosto 2012 per la sfida amichevole contro il Belgio, senza tuttavia scendere in campo. L'11 marzo 2015, a distanza di quasi due anni e mezzo, viene richiamato in nazionale. Debutta ufficialmente il 28 marzo dello stesso anno, contro la Turchia subentrando al 63º minuto della ripresa a Nigel de Jong.
Il 17 aprile 2018, ha annunciato a soli 28 anni e 11 mesi, il suo ritiro dalla nazionale olandese dopo un colloquio con il CT. Ronald Koeman.

## Statistiche

### Presenze e reti nei club
Statistiche aggiornate al 1º gennaio 2024.
| Stagione                     | Squadra                      | Campionato                   | Campionato | Campionato | Coppe nazionali | Coppe nazionali | Coppe nazionali | Coppe continentali | Coppe continentali | Coppe continentali | Altre coppe | Altre coppe | Altre coppe | Totale | Totale |
| Stagione                     | Squadra                      | Comp                         | Pres       | Reti       | Comp            | Pres            | Reti            | Comp               | Pres               | Reti               | Comp        | Pres        | Reti        | Pres   | Reti   |
| ---------------------------- | ---------------------------- | ---------------------------- | ---------- | ---------- | --------------- | --------------- | --------------- | ------------------ | ------------------ | ------------------ | ----------- | ----------- | ----------- | ------ | ------ |
| 2007-2008                    | Emmen                        | EE                           | 23         | 6          | CO              | 0               | 0               | -                  | -                  | -                  | -           | -           | -           | 23     | 6      |
| 2008-2009                    | Heracles Almelo              | ED                           | 27         | 3          | CO              | 1               | 0               | -                  | -                  | -                  | -           | -           | -           | 28     | 3      |
| 2009-2010                    | Heracles Almelo              | ED                           | 34+2       | 14+1       | CO              | 3               | 1               | -                  | -                  | -                  | -           | -           | -           | 39     | 16     |
| Totale Heracles Almelo       | Totale Heracles Almelo       | Totale Heracles Almelo       | 61+2       | 17+1       |                 | 4               | 1               |                    | -                  | -                  |             | -           | -           | 67     | 19     |
| 2010-2011                    | Heerenveen                   | ED                           | 32         | 13         | CO              | 2               | 1               | -                  | -                  | -                  | -           | -           | -           | 34     | 14     |
| 2011-2012                    | Heerenveen                   | ED                           | 34         | 32         | CO              | 5               | 6               | -                  | -                  | -                  | -           | -           | -           | 39     | 38     |
| Totale Heerenveen            | Totale Heerenveen            | Totale Heerenveen            | 66         | 45         |                 | 7               | 7               |                    | -                  | -                  |             | -           | -           | 73     | 52     |
| 2012-2013                    | Wolfsburg                    | BL                           | 28         | 8          | CG              | 5               | 4               | -                  | -                  | -                  | -           | -           | -           | 33     | 12     |
| 2013-2014                    | Wolfsburg                    | BL                           | 13         | 4          | CG              | 2               | 1               | -                  | -                  | -                  | -           | -           | -           | 15     | 5      |
| 2014-2015                    | Wolfsburg                    | BL                           | 21         | 16         | CG              | 6               | 2               | UEL                | 9                  | 2                  | -           | -           | -           | 36     | 20     |
| 2015-2016                    | Wolfsburg                    | BL                           | 23         | 8          | CG              | 3               | 2               | UCL                | 6                  | 1                  | SG          | 1           | 0           | 33     | 11     |
| Totale Wolfsburg             | Totale Wolfsburg             | Totale Wolfsburg             | 85         | 36         |                 | 16              | 9               |                    | 15                 | 3                  |             | 1           | 0           | 117    | 48     |
| 2016-2017                    | Sporting Lisbona             | PL                           | 31         | 34         | CP+TdL          | 2+2             | 1+0             | UCL                | 6                  | 1                  | -           | -           | -           | 41     | 36     |
| 2017-2018                    | Sporting Lisbona             | PL                           | 30         | 27         | CP+TdL          | 4+4             | 2+1             | UCL+UEL            | 8+3                | 3+1                | -           | -           | -           | 49     | 34     |
| 2018-2019                    | Sporting Lisbona             | PL                           | 22         | 15         | CP+TdL          | 5+4             | 5+2             | UEL                | 4                  | 1                  | -           | -           | -           | 33     | 25     |
| ago. 2019                    | Sporting Lisbona             | PL                           | 1          | 0          | CP+TdL          | 0+0             | 0               | UEL                | 0                  | 0                  | SP          | 1           | 0           | 2      | 0      |
| Totale Sporting Lisbona      | Totale Sporting Lisbona      | Totale Sporting Lisbona      | 84         | 76         |                 | 21              | 11              |                    | 21                 | 6                  |             | 1           | 0           | 127    | 93     |
| 2019-2020                    | Eintracht Francoforte        | BL                           | 24         | 8          | CG              | 2               | 2               | UEL                | 4                  | 0                  | -           | -           | -           | 30     | 10     |
| set.-dic. 2020               | Eintracht Francoforte        | BL                           | 12         | 4          | CG              | 1               | 1               | -                  | -                  | -                  | -           | -           | -           | 15     | 5      |
| Totale Eintracht Francoforte | Totale Eintracht Francoforte | Totale Eintracht Francoforte | 36         | 12         |                 | 3               | 3               |                    | 4                  | 0                  | -           | -           | -           | 43     | 15     |
| dic. 2020-giu.2021           | Club Brugge                  | PL                           | 19         | 9          | CB              | 1               | 1               | UEL                | 2                  | 0                  | -           | -           | -           | 22     | 10     |
| 2021-2022                    | Club Brugge                  | PL                           | 26         | 12         | CB              | 5               | 2               | UCL                | 3                  | 0                  | SB          | 1           | 0           | 35     | 14     |
| Totale Brugge                | Totale Brugge                | Totale Brugge                | 45         | 21         |                 | 6               | 3               |                    | 5                  | 0                  |             | 1           | 0           | 57     | 24     |
| 2022-2023                    | Utrecht                      | E                            | 22+2       | 9          | CO              | 0               | 0               | -                  | -                  | -                  | -           | -           | -           | 24     | 9      |
| 2023-2024                    | N.E.C.                       | E                            | 8          | 3          | CO              | 0               | 0               | -                  | -                  | -                  | -           | -           | -           | 8      | 3      |
| Totale carriera              | Totale carriera              | Totale carriera              | 434        | 225        |                 | 57              | 34              |                    | 45                 | 9                  |             | 3           | 0           | 539    | 268    |

### Cronologia presenze e reti in nazionale
| Cronologia completa delle presenze e delle reti in nazionale ― Paesi Bassi | Cronologia completa delle presenze e delle reti in nazionale ― Paesi Bassi | Cronologia completa delle presenze e delle reti in nazionale ― Paesi Bassi | Cronologia completa delle presenze e delle reti in nazionale ― Paesi Bassi | Cronologia completa delle presenze e delle reti in nazionale ― Paesi Bassi | Cronologia completa delle presenze e delle reti in nazionale ― Paesi Bassi | Cronologia completa delle presenze e delle reti in nazionale ― Paesi Bassi | Cronologia completa delle presenze e delle reti in nazionale ― Paesi Bassi |
| Data                                                                       | Città                                                                      | In casa                                                                    | Risultato                                                                  | Ospiti                                                                     | Competizione                                                               | Reti                                                                       | Note                                                                       |
| -------------------------------------------------------------------------- | -------------------------------------------------------------------------- | -------------------------------------------------------------------------- | -------------------------------------------------------------------------- | -------------------------------------------------------------------------- | -------------------------------------------------------------------------- | -------------------------------------------------------------------------- | -------------------------------------------------------------------------- |
| 28-3-2015                                                                  | Amsterdam                                                                  | Paesi Bassi                                                                | 1 – 1                                                                      | Turchia                                                                    | Qual. Euro 2016                                                            | -                                                                          | 63’                                                                        |
| 31-3-2015                                                                  | Amsterdam                                                                  | Paesi Bassi                                                                | 2 – 0                                                                      | Spagna                                                                     | Amichevole                                                                 | -                                                                          | 79’                                                                        |
| 13-10-2015                                                                 | Amsterdam                                                                  | Paesi Bassi                                                                | 2 – 3                                                                      | Rep. Ceca                                                                  | Qual. Euro 2016                                                            | -                                                                          | 64’                                                                        |
| 13-11-2015                                                                 | Cardiff                                                                    | Galles                                                                     | 2 – 3                                                                      | Paesi Bassi                                                                | Amichevole                                                                 | 1                                                                          |                                                                            |
| 27-5-2016                                                                  | Dublino                                                                    | Irlanda                                                                    | 1 – 1                                                                      | Paesi Bassi                                                                | Amichevole                                                                 | -                                                                          | 75’                                                                        |
| 1-6-2016                                                                   | Danzica                                                                    | Polonia                                                                    | 1 – 2                                                                      | Paesi Bassi                                                                | Amichevole                                                                 | -                                                                          | 74’                                                                        |
| 1-9-2016                                                                   | Eindhoven                                                                  | Paesi Bassi                                                                | 1 – 2                                                                      | Grecia                                                                     | Amichevole                                                                 | -                                                                          | 80’                                                                        |
| 6-9-2016                                                                   | Stoccolma                                                                  | Svezia                                                                     | 1 – 1                                                                      | Paesi Bassi                                                                | Qual. Mondiali 2018                                                        | -                                                                          | 66’                                                                        |
| 7-10-2016                                                                  | Rotterdam                                                                  | Paesi Bassi                                                                | 4 – 1                                                                      | Bielorussia                                                                | Qual. Mondiali 2018                                                        | -                                                                          | 84’                                                                        |
| 10-10-2016                                                                 | Amsterdam                                                                  | Paesi Bassi                                                                | 0 – 1                                                                      | Francia                                                                    | Qual. Mondiali 2018                                                        | -                                                                          | 62’                                                                        |
| 9-11-2016                                                                  | Amsterdam                                                                  | Paesi Bassi                                                                | 1 – 1                                                                      | Belgio                                                                     | Amichevole                                                                 | -                                                                          | 27’                                                                        |
| 13-11-2016                                                                 | Lussemburgo                                                                | Lussemburgo                                                                | 1 – 3                                                                      | Paesi Bassi                                                                | Qual. Mondiali 2018                                                        | -                                                                          |                                                                            |
| 25-3-2017                                                                  | Sofia                                                                      | Bulgaria                                                                   | 2 – 0                                                                      | Paesi Bassi                                                                | Qual. Mondiali 2018                                                        | -                                                                          |                                                                            |
| 31-5-2017                                                                  | Agadir                                                                     | Marocco                                                                    | 1 – 2                                                                      | Paesi Bassi                                                                | Amichevole                                                                 | -                                                                          | 73’                                                                        |
| 4-6-2017                                                                   | Rotterdam                                                                  | Paesi Bassi                                                                | 5 – 0                                                                      | Costa d'Avorio                                                             | Amichevole                                                                 | -                                                                          | 77’                                                                        |
| 7-10-2017                                                                  | Borisov                                                                    | Bielorussia                                                                | 1 – 3                                                                      | Paesi Bassi                                                                | Qual. Mondiali 2018                                                        | -                                                                          | 56’                                                                        |
| 10-10-2017                                                                 | Amsterdam                                                                  | Paesi Bassi                                                                | 2 – 0                                                                      | Svezia                                                                     | Qual. Mondiali 2018                                                        | -                                                                          | 46’                                                                        |
| 23-3-2018                                                                  | Amsterdam                                                                  | Paesi Bassi                                                                | 0 – 1                                                                      | Inghilterra                                                                | Amichevole                                                                 | -                                                                          | 66’                                                                        |
| Totale                                                                     |                                                                            | Presenze                                                                   | 18                                                                         |                                                                            | Reti                                                                       | 1                                                                          |                                                                            |

## Palmarès

### Club
- Coppa di Germania: 1

Wolfsburg: 2014-2015
- Supercoppa di Germania: 1

Wolfsburg: 2015
- Coppa di Lega portoghese: 2

Sporting Lisbona: 2017-2018, 2018-2019
- Coppa del Portogallo: 1

Sporting Lisbona: 2018-2019
- Campionato belga: 2

Club Bruges: 2020-2021, 2021-2022

### Individuale
- Capocannoniere dell'Eredivisie: 1

2011-2012 (32 gol)
- Capocannoniere della Primeira Liga: 1

2016-2017 (34 gol)